# Maurice Ollivier
Pour les articles homonymes, voir Ollivier.
Maurice Ollivier est un homme politique français né le 25 janvier 1793 à Torcé-en-Charnie (Mayenne) et mort le 15 mai 1880 à Évron (Mayenne).

## Biographie
Maire d'Evron, il est élu aux Élections cantonales de 1833 dans la Mayenne dans le Canton d'Evron, qu'il conserve jusqu'en 1870.
Il est brièvement élu député de la Mayenne aux Élections législatives de 1834, député du 2e collège de la Mayenne (Laval). Il donna presque aussitôt sa démission, et fut remplacé, le 2 septembre suivant, par Paul Boudet.
Juge de paix à Evron où il résidait, il fut fait chevalier de la Légion d'honneur, le 13 avril 1863.

## Sources
1. ↑  Par 103 voix (128 votants, 243 inscrits), contre 23 à M. Bidault.

« Maurice Ollivier », dans Adolphe Robert et Gaston Cougny, Dictionnaire des parlementaires français, Edgar Bourloton, 1889-1891 [détail de l’édition] 